# Alexander Gaheis
Alexander Gaheis (* 3. Februar 1869 in Hainburg an der Donau; † 17. November 1942 in Wien) war ein österreichischer Klassischer Philologe und Archäologe.
Gaheis studierte Klassische Philologie, Archäologie und Alte Geschichte an der Universität Wien, wo er am 17. Februar 1894 zum Dr. phil. promoviert wurde. 1896 absolvierte er die Lehramtsprüfung in den Fächern Griechisch, Latein und Deutsch und arbeitete anschließend als Hilfslehrer an einem Wiener Gymnasium. In den Jahren 1898 und 1899 wurde er für Forschungsreisen in Kleinasien beurlaubt.
Von 1899 bis 1909 unterrichtete Gaheis als Gymnasialprofessor in Triest; anschließend wechselte er nach Wien an das Gymnasium im XIII. Bezirk. Neben dem Schuldienst beschäftigte er sich weiterhin mit historischen, epigraphischen und archäologischen Studien. Er engagierte sich besonders für die archäologische Erschließung der österreichischen Heimatgeschichte. Im Jahr 1919 ordnete er die Bestände des Archäologischen Museums in Enns neu. Von 1920 bis 1933 leitete er die Ausgrabungen der Römerstadt Lauriacum (heute Enns). Darüber hinaus brachte Gaheis die Ergebnisse seiner Forschungen im Unterricht, durch Führungen, Vorträge und Publikationen einem größeren Publikum näher. 1925 trat er als Lehrer in den Ruhestand, blieb jedoch weiterhin wissenschaftlich tätig.
Über die oben genannten Tätigkeiten hinaus war Gaheis in Fachkreisen besonders als Epigraphiker bekannt. Er gab Inschriftensammlungen heraus, unterstützte Eugen Bormann bei der Edition des XI. Bandes des Corpus Inscriptionum Latinarum (CIL) und verfasste Personenartikel für Paulys Realencyclopädie der classischen Altertumswissenschaft (RE). Gaheis war korrespondierendes Mitglied des Österreichischen (1911) und des Deutschen Archäologischen Instituts (1926).

## Schriften (Auswahl)
- De troporum in L. Annaei Senecae tragoediis, generibus potioribus. In: Dissertationes philologae Vindobonenses. Band 5 (1895), S. 1–64 (Dissertation).
- Altrömisches Leben aus den Inschriften. I.–III. Teil. Zwölfter–Vierzehnter Jahresbericht des k. k. Staats-Gymnasiums im XIII. Bezirke in Wien, Wien 1912–1914. Digitalisat
- Inschriften aus der römischen Kaiserzeit. Ausgewählt und mit erklärenden Anmerkungen versehen. Wien 1925
- Gaukler im Altertum. München 1926.
- Das römische Tür- und Kastenschloß. In: Jahreshefte des Österreichischen Archäologischen Instituts. Band 26 (1930), Beiblatt, S. 231–262.
- Lauriacum. Führer durch die Altertümer von Enns. Linz 1937.